# Dichantheliinae
Dichantheliinae Zuloaga, 2014 è una sottotribù di piante spermatofite monocotiledoni appartenente alla famiglia delle Poacee (o Graminaceae, nom. cons.) e sottofamiglia Panicoideae.

## Etimologia
Il nome della sottotribù deriva dal suo genere tipo Dichanthelium (Hitchc. & Chase) Gould, 1974 il cui nome è formato da due parole greche "dicha" (= in due) e "anthele" (= infiorescenza) e fa riferimento al particolare comportamento dell'infiorescenza: in primavera si sviluppa completamente, mentre in autunno rimane racchiusa nelle guaine fogliari superiori.
Il nome scientifico della sottotribù è stato definito dal botanico contemporaneo Fernando O. Zuloaga nella pubblicazione "Phylogeny of sections Clavelligerae and Pectinatae of Panicum (Poaceae, Panicoideae, Paniceae): establishment of the new subtribe Dichantheliinae and the genus Adenochloa" del 2014.>

## Descrizione

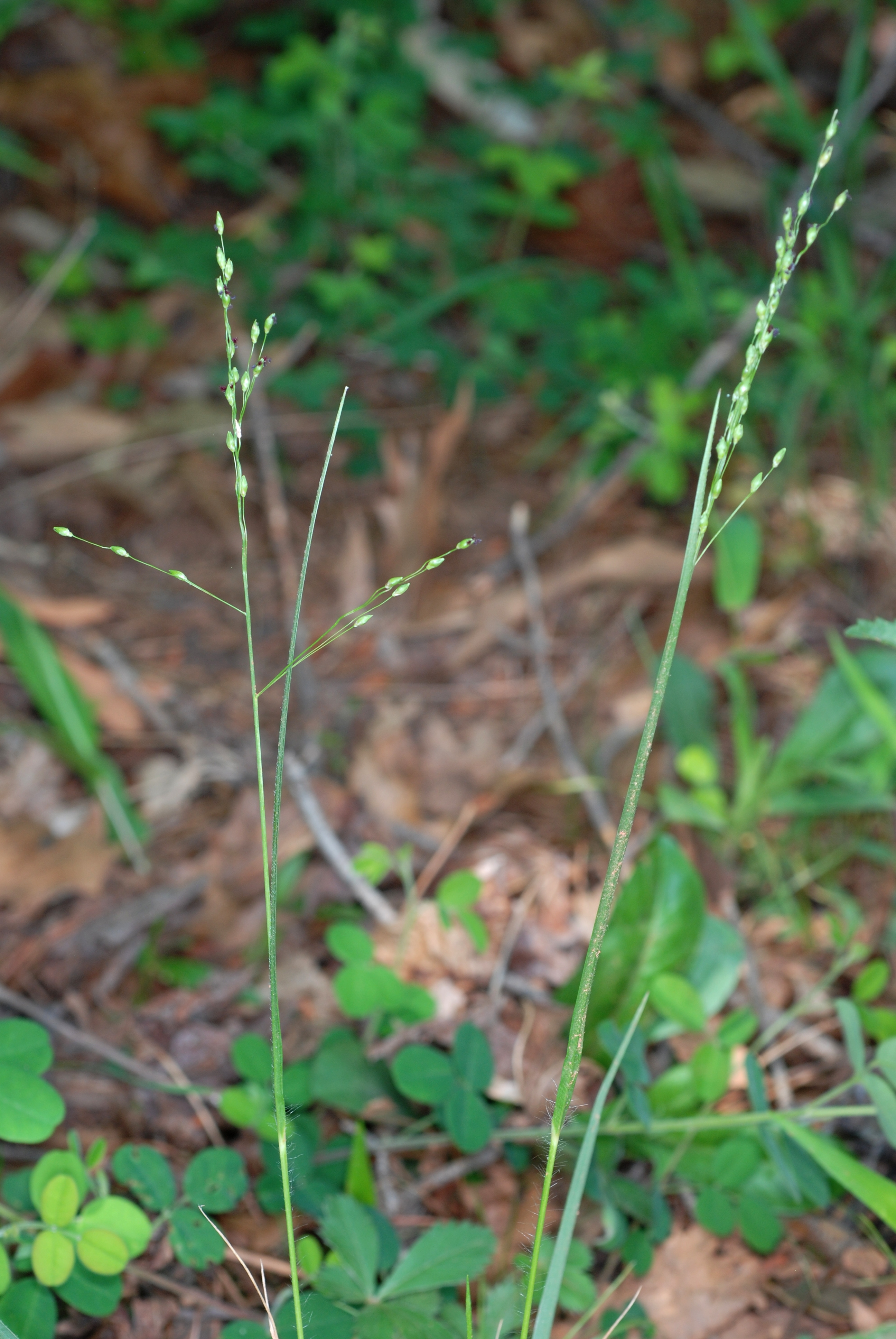
Il portamento
Dichanthelium depauperatum

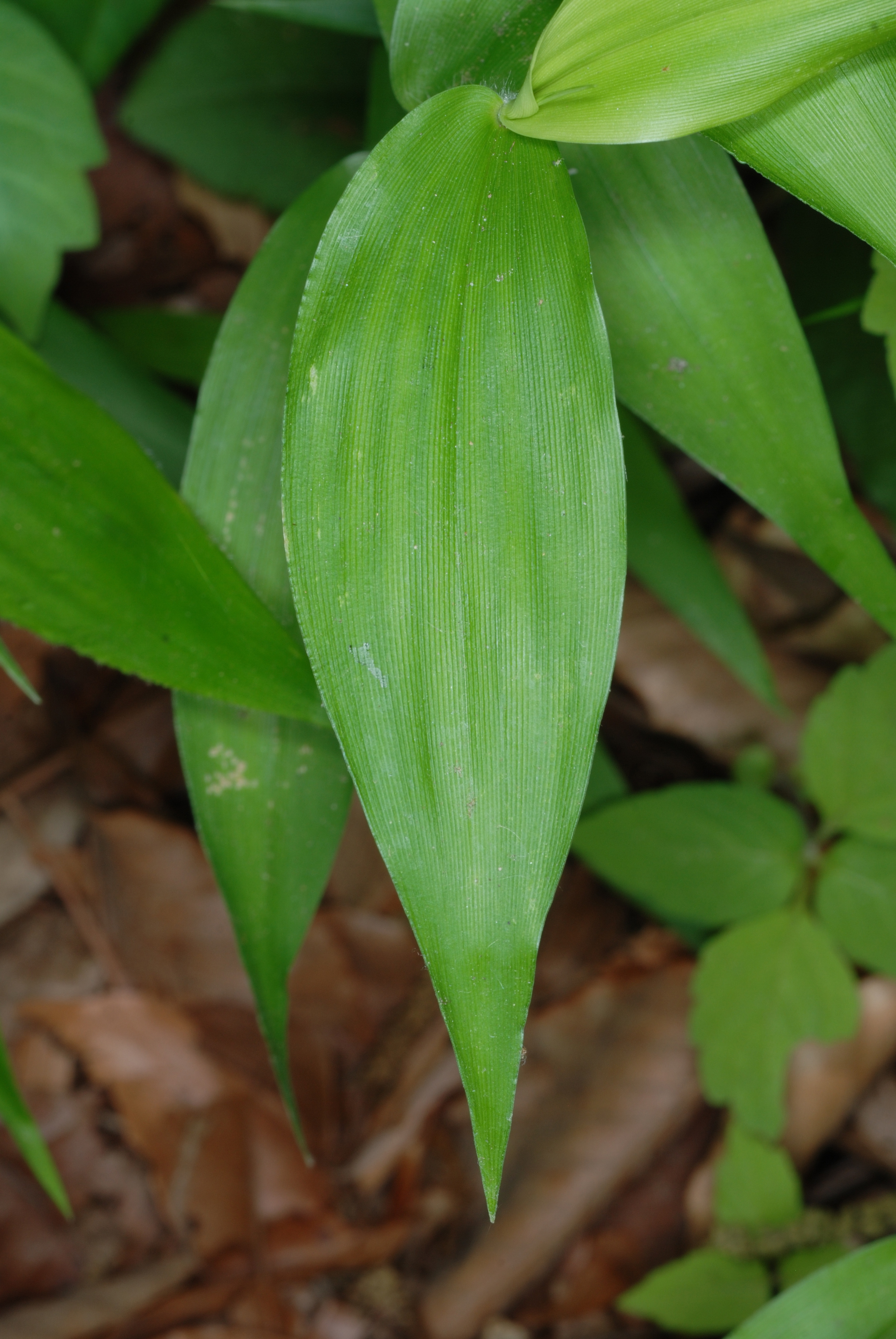
Le foglie
Dichanthelium boscii

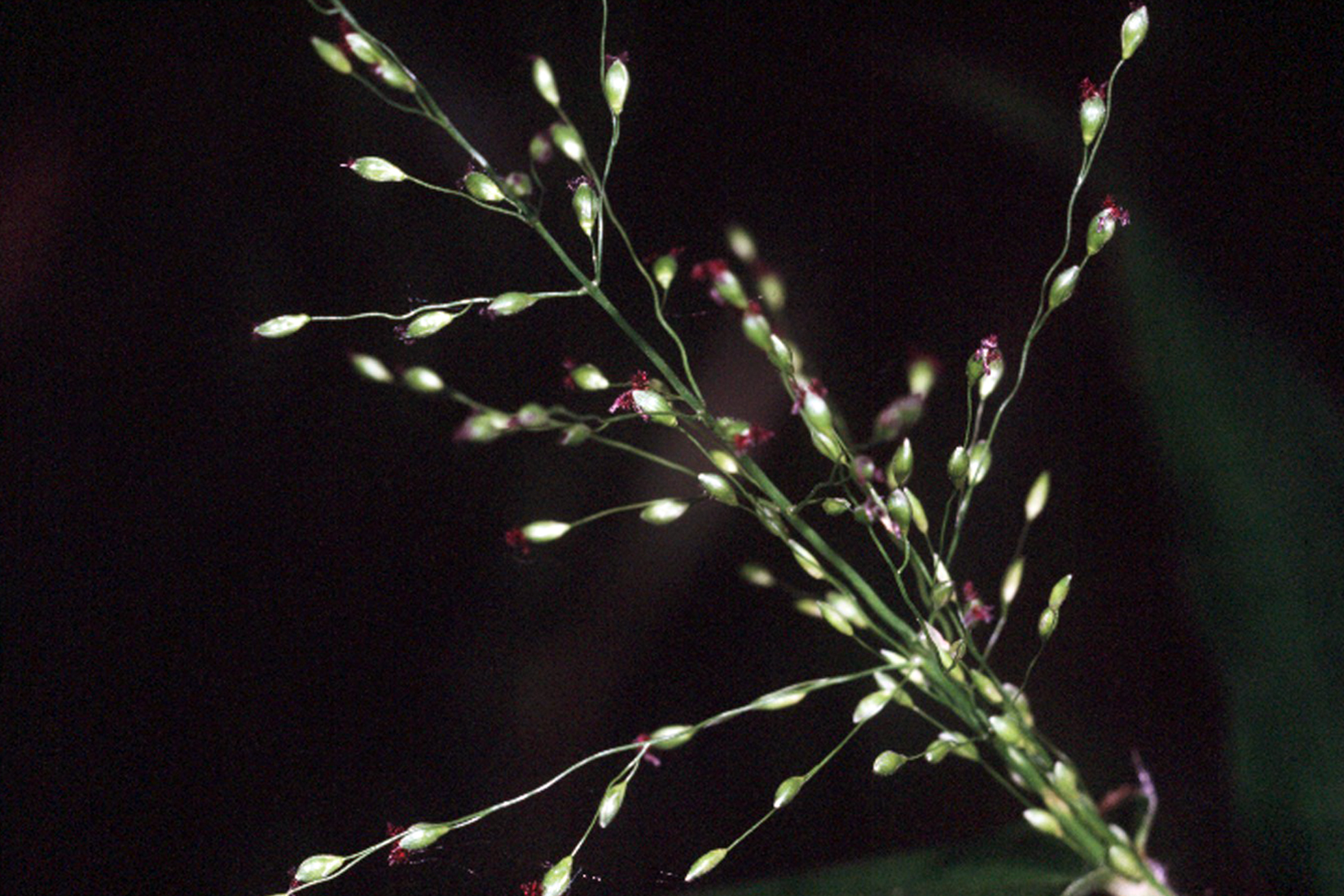
Infiorescenza
Dichanthelium clandestinum

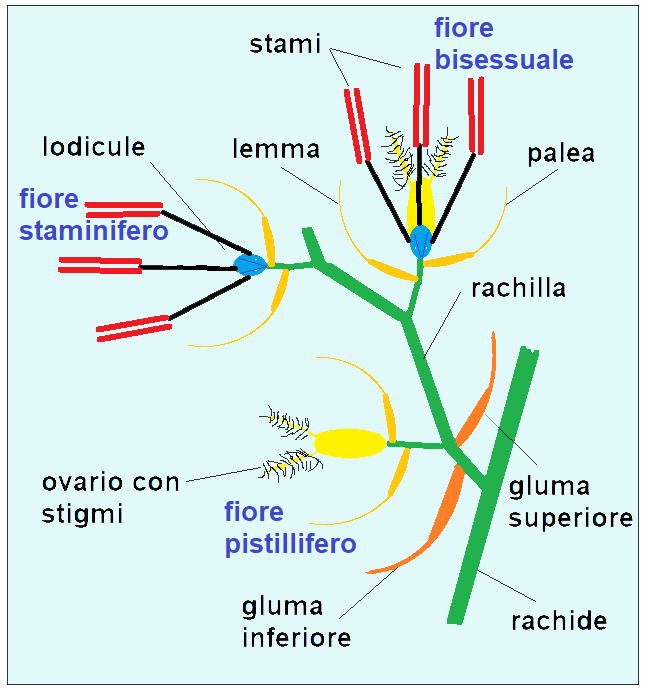
Spighetta generica con tre fiori diversi

### Portamento
Il portamento delle specie di questo gruppo in genere è cespitoso con cicli biologici annuali o perenni. I culmi possono essere decombenti e radicanti ai nodi inferiori. Gli internodi sono cavi e i nodi glabri o pubescenti.

### Foglie
Le foglie lungo il culmo sono disposte in modo alterno, sono distiche e si originano dai vari nodi. Sono composte da una guaina, una ligula e una lamina. Le venature sono parallelinervie. Possono essere presenti dei pseudopiccioli.
- Guaina: la guaina è abbracciante il fusto.
- Ligula: le ligule sono membranosa e cigliate o frangiate.
- Lamina: la lamina ha delle forme filiformi o da ovate a lanceolate; quelle basali sono larghe e cordate e formano una rosetta invernale (in queste piante è presente un certo dimorfismo fogliare). Possono essere presenti dei peli ghiandolari.

### Fiori
- Infiorescenza principale (sinfiorescenza o semplicemente spiga): le infiorescenze, lasse e aperte, ascellari e terminali, in genere sono ramificate e sono formate da alcune spighette ed hanno la forma di una pannocchia aperta, a volte racchiusa nelle foglie superiori.
- Infiorescenza secondaria (o spighetta): le spighette, da ellissoidi a oblunghe (obovate in Dichanthelium), pubescenti o glabre, sottese da due brattee distiche e strettamente sovrapposte chiamate glume (inferiore e superiore), sono formate da uno o più fiori. Possono essere presenti dei fiori sterili; in questo caso sono in posizione distale rispetto a quelli fertili. Il fiore inferiore è maschile o assente. Alla base di ogni fiore sono presenti due brattee: la palea e il lemma. La disarticolazione avviene con la rottura della rachilla sopra o sotto le glume. In Dichanthelium sono presenti fiori cleistogami comuni soprattutto nella fioritura di fine stagione nelle specie nordamericane.
- Glume: le glume sono molto diverse in dimensioni e spesso sono pubescenti; la gluma inferiore possiede da 0 a 9 nervature; quella superiore da 7 a 13 nervature.
- Palea: la palea può anche mancare (quella inferiore).
- Lemma: il lemma ha da 7 a 13 nervature.

I fiori fertili sono attinomorfi formati da 3 verticilli: perianzio ridotto, androceo  e gineceo.
- Formula fiorale:[5]

*, P 2, A (1-)3(-6), G (2–3) supero, cariosside.
- Il perianzio è ridotto e formato da due lodicule, delle squame traslucide, poco visibili (forse relitto di un verticillo di 3 sepali). Le lodicule hanno una consistenza carnosa.
- L'androceo è composto da 3 stami ognuno con un breve filamento libero, una antera sagittata e due teche. Le antere sono basifisse con deiscenza laterale. Il polline è monoporato.
- Il gineceo è composto da 3-(2) carpelli connati formanti un ovario supero. L'ovario, glabro, ha un solo loculo con un solo ovulo subapicale (o quasi basale). L'ovulo è anfitropo e semianatropo e tenuinucellato o crassinucellato. Lo stilo, breve, è unico con due stigmi in genere piumosi.

### Frutti
I frutti sono del tipo cariosside, ossia sono dei piccoli chicchi indeiscenti, con forme ovoidali, nei quali il pericarpo è formato da una sottile parete che circonda il singolo seme. In particolare il pericarpo è fuso al seme ed è aderente. L'endocarpo non è indurito e l'ilo è puntiforme. L'embrione è provvisto quasi sempre di epiblasto ha un solo cotiledone (allungato) altamente modificato (scutello con fessura) in posizione laterale. I margini embrionali della foglia si sovrappongono. In queste specie la cariosside termina in una punta indurita.

## Biologia
Come gran parte delle Poaceae, le specie di questo genere si riproducono per impollinazione anemogama. Gli stigmi più o meno piumosi sono una caratteristica importante per catturare meglio il polline aereo. La dispersione dei semi avviene inizialmente a opera del vento (dispersione anemocora) e una volta giunti a terra grazie all'azione di insetti come le formiche (mirmecoria).

## Distribuzione e habitat
La distribuzione delle specie di questo gruppo è africana (Adenochloa) e americana (Dichanthelium). Queste piante crescono ai margini delle foreste o in praterie di montagna.

## Tassonomia
La famiglia delle Poacee comprende circa 800 generi e oltre 9.000 specie. È una delle famiglie più numerose e più importanti del gruppo delle monocotiledoni. La famiglia è suddivisa in 12 sottofamiglie, la sottotribù Dichantheliinae fa parte della sottofamiglia Panicoideae.

### Generi
La tribù si compone di 2 generi e 146 specie:
- Adenochloa Zuloaga (13 specie)
- Dichanthelium (Hitchc. & Chase) Gould (133 spp.)

### Filogenesi
All'interno della famiglia Poaceae la sottofamiglia Panicoideae appartiene al clade "PACMAD" (formato dalle sottofamiglie Aristidoideae, Arundinoideae, Micrairoideae, Danthonioideae, Chloridoideae e Panicoideae). Questo clade con il clade BEP (formato dalle sottofamiglie Ehrhartoideae, Bambusoideae e Pooideae) forma un "gruppo fratello" (il clade BEP a volte è chiamato clade "BOP" in quanto la sottofamiglia Ehrhartoideae a volte è chiamata Oryzoideae). La sottofamiglia di questa voce, nell'ambito del clade "PACMAD", a parte la sottofamiglia Aristidoideae in posizione "basale", forma un "gruppo fratello" con il resto delle sottofamiglie del clade.
Il clade "PACMAD" è un gruppo fortemente supportato fin dalle prime analisi filogenetiche di tipo molecolare. Questo gruppo non ha evidenti sinapomorfie morfologiche con l'unica eccezione dell'internodo mesocotiledone allungato dell'embrione. Questo clade inoltre è caratterizzato, nella maggior parte delle piante, dal ciclo fotosintetico di tipo C4 (ma anche a volte tipo C3 in quanto ancestralmente era C3).
La sottotribù Dichantheliinae fa parte del secondo gruppo di tribù che si sono differenziate nell'ambito della sottofamiglia e in questo gruppo fa parte della supertribù "Panicodae"  L. Liu, 1980 e quindi della tribù Paniceae R.Br., 1814 e in questo ambito occupa una posizione come "gruppo fratello" alla sottotribù Boivinellinae. Nelle specie di questa sottotribù il ciclo fotosintetico è del tipo C3). In studi precedenti il genere Dichanthelium spesso era posizionato come "incertae sedis". L'inserimento nella sottotribù del nuovo genere Adenochloa è stato fatto sulla base delle sequenze dei cloroplasti ndhF e alcuni caratteri morfologici. Le specie di Adenochloa sono derivate dalla sezione Clavelligerae del genere Panicum L..
Per questa sottotribù sono state individuate le seguenti sinapomorfie: le foglie basali formano delle rosette invernali (Dichanthelium).
Il numero cromosomico di base per questo gruppo è: x = 9 (2n = 18 e 36).